# Thomas Gwyn Elger
Thomas Gwyn Empy Elger (Bedford, 27 ottobre 1836 – 9 gennaio 1897) è stato un astronomo britannico.

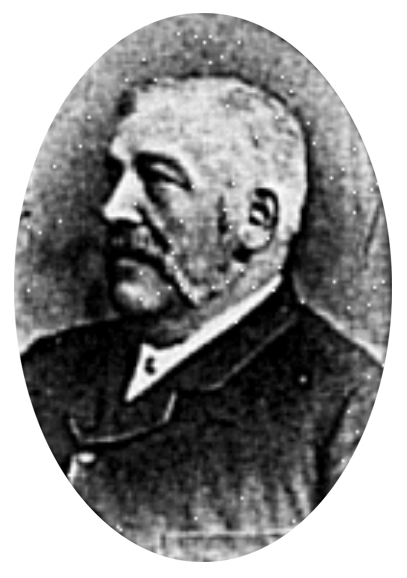

Studiò presso l’University College di Londra conseguendo il titolo di ingegnere civile. Prese parte ad importanti lavori nel campo delle costruzioni di ferrovie in Gran Bretagna, tra le quali la Metropolitan Railway di Londra e la Severn Valley Railway, e alla realizzazione di un sistema ferroviario nell’Holstein che però non portò a termine a causa della guerra scoppiata tra la Prussia e l’Austria.  Dopo aver ereditato i beni famigliari si ritirò dal lavoro attivo e, spinto dalla sua passione per l’astronomia sviluppata sin dall’adolescenza, realizzò un osservatorio astronomico a Kempston, ove si era stabilito, e si dedicò completamente agli studi astronomici, principalmente nel campo della selenografia, utilizzando un telescopio riflettore da 8,5 pollici ed un telescopio rifrattore da 4 pollici. È ricordato soprattutto per il suo testo The Moon: A full Description and Map of its Principal Physical Features pubblicato nel 1895 e che fu apprezzato per la precisione delle descrizioni dagli studiosi della Luna a lui contemporanei.

## Onorificenze[1]
- Fu eletto membro (Fellow) della Royal Astronomical Society nel 1871
- Fu membro della British Astronomical Association divenendo nel 1890 Presidente della Sezione Lunare

A Thomas Gwyn Empy Elger la UAI ha intitolato il cratere lunare cratere Elger